# Koperrugkwartellijster
De koperrugkwartellijster (Cinclosoma clarum) is een zangvogel uit de familie Cinclosomatidae. De soort wordt ook wel opgevat als ondersoort van de roodrugkwartellijster.

## Verspreiding en leefgebied
Deze soort komt voor in Australië en telt drie ondersoorten:
- C. c. clarum: het midden van West-Australië en zuidelijke en midden Zuid-Australië
- C. c. fordianum:	zuidwestelijk tot zuidelijk-centraal Zuid-Australië.
- C. c. morgani: Eyre-schiereiland (Zuid-Australië).

## Status
De koperrugkwartellijster komt niet als aparte soort voor op de lijst van het IUCN, maar is daar een ondersoort van de roodrugkwartellijster (C. castanotum clarum).